# Emily Seebohm
Pour les articles homonymes, voir Seebohm.
Emily Seebohm, née le 5 juin 1992 à Adélaïde, est une nageuse australienne, spécialiste de dos crawlé.

## Carrière
Elle a notamment remporté la médaille d'or du relais 4 × 100 mètres 4 nages aux Jeux olympiques d'été de 2008 à Pékin, en compagnie de Leisel Jones, Libby Trickett et Jessicah Schipper. Un véritable exploit pour elle qui n'avait à l'époque que 16 ans.
En vue des championnats du monde 2011, elle participe aux championnats d'Australie avec l'objectif de se qualifier pour 6 épreuves différentes. Cependant elle est atteinte de la grippe A peu de temps avant ces championnats. Diminuée, elle participe au 100 mètres dos qu'elle termine en deuxième position, ce qui lui permet de décrocher sa qualification mondiale. Peu après la course, Seebohm fait un malaise et doit être placée sous oxygène et assise en fauteuil roulant. Ses championnats étant terminés, l'entraîneur du relais 4 × 100 mètres nage libre australien envisage d'incorporer Seebohm dans l'équipe prévue pour les mondiaux.

## Palmarès

### Jeux olympiques
- Jeux olympiques de 2008 à Pékin (Chine) :
  -  Médaille d'or du relais 4 × 100 m 4 nages
- Jeux olympiques de 2012 à Londres :
  -  Médaille d'or du relais 4 × 100 m nage libre
  -  Médaille d'argent du 100 m dos
  -  Médaille d'argent du relais 4 × 100 m quatre nages
- Jeux olympiques de 2020 à Tokyo :
  -  Médaille d'or du relais 4 × 100 m quatre nages (ne participe pas à la finale)
  -  Médaille de bronze du 200 m dos

### Championnats du monde

#### Grand bassin
- Championnats du monde 2007 à Melbourne (Australie) :
  -  Médaille d'or du relais 4 × 100 m 4 nages

- Championnats du monde 2009 à Rome (Italie) :
  -  Médaille d'argent du relais 4 × 100 m quatre nages
  -  Médaille de bronze du 100 m dos

- Championnats du monde 2013 à Barcelone (Espagne) :
  -  Médaille d'argent du 100 m dos
  -  Médaille d'argent du relais 4 × 100 m nage libre (ne participe pas à la finale)
  -  Médaille d'argent du relais 4 × 100 m quatre nages

- Championnats du monde 2015 à Kazan (Russie) :
  -  Médaille d'or du 100 m dos
  -  Médaille d'or du 200 m dos
  -  Médaille d'or du relais 4 × 100 m nage libre
  -  Médaille de bronze du relais 4 × 100 m quatre nages

- Championnats du monde 2017 à Budapest (Hongrie) :
  -  Médaille d'or du 200 m dos
  -  Médaille d'argent du relais 4 × 100 m nage libre (ne participe pas à la finale)
  -  Médaille de bronze du 100 m dos
  -  Médaille de bronze du relais 4 × 100 m quatre nages

#### Petit bassin
- Championnats du monde 2014 à Doha (Qatar) :
  -  Médaille d'argent du 100 m dos
  -  Médaille d'argent du 200 m dos
  -  Médaille de bronze du 100 m quatre nages

## Records
- 22 mars 2008 : 50 mètres dos aux championnats d'Australie avec un temps de 27 s 95 (record du monde). Ce record est battu un jour plus tard par Sophie Edington, avec un temps de 27 s 67.